# 英剎那拿C90反坦克火箭筒
英剎那拿C90（英語：Instalaza C90）是一款由西班牙萨拉戈萨英剎那拿公司所研製和生產的一次射擊後可拋棄式單兵操作及肩射型90毫米火箭推進榴彈發射器。

## 歷史
1970年代，西班牙英剎那拿公司開始研發其反坦克榴彈發射器，以取代當時西班牙军队裝備的M65反坦克火箭筒（巴祖卡火箭筒的西班牙型）。1982年，該武器系統以C90之名投入西班牙軍隊的武器裝備當中。
1987年，英剎那拿對C90進行現代化改進。由於採用了新型火箭彈，有效射程有所增加。與此同時，發射器的重量從4公斤加重至4.8公斤。經現代化的榴彈發射器得以廣泛出口。目前最少向各國出售了125,000具C90。後來出現了其新版本，裝填的火箭彈種亦有所不同。

## 概述
英剎那拿C90武器系統僅供一次使用，從肩上發射，可由單兵攜帶。其整體的構造是：由纖維強化塑料所製成的搬運管兼發射管、永久地收納在管內的火箭彈，以及附著在其系統以上的所有元件。發射機構完全自主，並無電子元件，在火箭彈的後部是火箭發動機及其點燃機與穩定尾翼。
發射器配備了仿自M72 LAW中使用的機械發射機構。發射時將發射器架在肩上，拉開保險栓，以固定2倍光学瞄准镜鎖定目標後發射。瞄準鏡以內有著對應於100、200、300和400公尺距離的瞄準分划。包含瞄準鏡在內，使用後便會成為廢棄品。
除了光學瞄準鏡，還可配備VN38-C夜視裝置，以提供全夜間作戰能力。它可被用作步兵式武器。

## 衍生型
以下是英剎那拿生產的衍生型：
- C-90-CR（M3）和C-90-CR-RB（M3）——配備不同類型的中空锥形裝藥的高爆反坦克彈頭。對装甲的貫穿力分別為400毫米。[4]
- C-90-CR-AM（M3）——同樣裝有頭部形狀裝藥，但同時具有人員殺傷破片的彈身。
- C-90-CR-FIM（M3）——內裝超過1.3千克的紅磷成分，可產生燃燒效應和煙霧。
- C-90-CR-BK（M3）——裝有用於反碉堡／建築防禦工事的串聯式彈頭前體。彈頭炸穿牆壁以後穿過牆壁，然後在內部爆炸。
- C-90-CR-IN（M3）——為裝有惰性彈頭的訓練型號。

## 使用國
- - 文萊皇家陸軍（英语：Royal Brunei Land Forces）
- 哥伦比亚
  - 哥倫比亞國民軍（英语：National Army of Colombia）
- - 厄瓜多爾陸軍（英语：Ecuadorian Army）
- 薩爾瓦多
  - 薩爾瓦多陸軍（英语：Salvadoran Army）
- 爱沙尼亚[8]
  - 愛沙尼亞國防軍
- 印度
  - 印度陸軍；被步兵單位所使用。只採用C-90-CR-RB（M3）型。
- 印度尼西亞
  - 印尼陸軍（英语：Indonesian Army）。被步兵部隊和特種部隊所使用。採用了C-90CR反裝甲型、C-90-CR-RB（M3）反裝甲型、C-90AM人員殺傷型和C-90BK碉堡剋星型。
- 義大利
  - 意大利陸軍。被特種部隊所使用。採用了C-90CR反裝甲型、C-90AM人員殺傷型和C-90BK碉堡剋星型。
- 科威特
  - 科威特國民警衛隊（英语：Kuwait National Guard）
- 马来西亚
  - 马来西亚陆军
- 沙烏地阿拉伯
  - 沙特阿拉伯陸軍（英语：Saudi Arabian Army）
- 西班牙[4]
  - 西班牙陸軍（英语：Spanish Army）
  - 西班牙海軍陸戰隊（英语：Spanish Navy Marines）
  - 西班牙空军
  - 西班牙國民警衛隊
- 乌克兰
  - 烏克蘭武裝部隊：2022年俄羅斯入侵烏克蘭期間獲西班牙援助。
- 胡塞武装组织：在2014年也門內戰當中從沙特阿拉伯陸軍繳獲。

## 資料來源
1. ↑  .   [2018-10-13]. （原始内容存档于2018-07-02）.
2. ↑  https://www.youtube.com/watch?v=GrQoeXt_sXQ
3. ↑  早期型號的C90-C和C90-C-AM的長度為840毫米（33.07英寸）；由於裝上了較大的火箭發動機，C90-CR版本時延長到940毫米；而C90-CR（M3）還將發射管長度增加至983毫米（英寸）——由於在發射器的前部和後部都裝上了防震緩衝器而導致發射管長度增加。
4. 1 2 3   (PDF). September 2001  [2010-07-12]. （原始内容存档 (PDF)于2021-01-25）.
5. ↑  .   [2018-10-13]. （原始内容存档于2021-01-26）.
6. 1 2  .   [2010-07-12]. （原始内容存档于2011-01-09） （西班牙语）.
7. ↑  .   [2010-07-12]. （原始内容存档于2010-09-19）.
8. ↑  .   [2018-10-13]. （原始内容存档于2011-05-27）.

## 外部連接
- （西班牙文）—Instalaza Homepage （页面存档备份，存于）